# Савињска регија
Савињска регија (словен. Savinjska regija) је једна од 12 статистичких регија Словеније. Највећи град и културно и привредно средиште ове регије је град Цеље.
По подацима из 2005. године овде је живело 257.375 становника.

## Списак општина
У оквиру Савињске регије постоји 31 општина:
- Брасловче
- Велење
- Витање
- Војник
- Вранско
- Горњи Град
- Добје
- Добрна
- Жалец
- Зрече
- Козје
- Лашко
- Луче
- Мозирје
- Назарје
- Подчетртек
- Ползела
- Преболд
- Речица об Савињи
- Рогатец
- Рогашка Слатина
- Словенске Коњице
- Солчава
- Табор
- Цеље
- Шентјур
- Шмарје при Јелшах
- Шмартно об Паки
- Шоштањ
- Шторе